# Нечмоглод Едуард
Едуард Нечмоглод (нар. 03 серпня 1987 року в с. Кіндратівка, Донецької області) — український кінорежисер, сценарист, продюсер.
Член у Українська кіноакадемія та Національна спілка кінематографістів України.

## Життєпис
2009 - Перша вища освіта — Донбаська державна машинобудівна академія, за спеціальністю інженер механік.
2023 - Друга вища освіта, магістр (Майстерня М. Іллєнка) за спеціальністю режисура ігрового кіно, у Київський національний університет театру, кіно і телебачення імені Івана Карпенка-Карого.
Здобувач ступеню доктора мистецтва у Київський національний університет театру, кіно і телебачення імені Івана Карпенка-Карого. 
Автор наукової статті "Абсурд як спосіб взаємодії з реальністю у кінокомедіях", учасник наукових конференцій.

### Кар'єра

#### Фільмографія
- 2021 - Ситуація так склалася. Учасник кінофестивалю Відкрита Ніч, 2021 року. Сценарист, режисер, продюсер. Цей аудіовізуальний твір за всіма ознаками більше підходить під опис "Етюд", а не короткометражний фільм.
- 2022 - Втрачаю Голову. Фільм був поданий на конкурс Держкіно, пройшов перший тур, після чого через повномасштабне вторгнення був і залишається на паузі. Сценарист, режисер.
- 2023 - Капітан Бровари. Комедійний фільм мок'юментарі. Зйомки відбувалися у вересні 2022 року У фільмі знялися такі актори як Богдан Бенюк та Георгій Поволоцький. Національна прем'єра якого відбулася у червні 2023 року на фестивалі Миколайчук OPEN у Чернівцях. Сценарист, режисер, продюсер.
- 2023 - 70 тисяч років тому. Комедійний фільм з елементами мюзіклу. Зйомки відбувалися у серпні 2023 року. Головну роль зіграв Роланд Мішко. Національна прем'єра фільму відбулася у жовтні 2023 року на кінофестивалі Молодість у Києві, детальніше про це на сторінці фестивалю. До написання пісень у фільмі був залучений композитор та співак Dima Libra. Для створення фільму український онлайн-кінотеатр Takflix запустив спеціальну краудфандингову кампанію. Сценарист, режисер, продюсер.
- 2025 - Кохання з хвостом (згідно IMDb ще не вийшов). Фільм на етапі постпродакшну. Головні ролі Ігор Колтовський і Євгенія Непиталюк. Виступив як сценарист, режисер, продюсер.

Реклама:
З 2014 року по теперішній час - продюсер, режисер та креативний директор в edpit agency.

## Нагороди та відзнаки
- 2024, Нагороджений Золотою медаллю НАМ України.
- 2024, Фільм Капітан Бровари. Спеціальний приз журі на міжнародному фестивалі Пролог. Серед жюрі Валентин Васянович, Марися Нікітюк та інші.
- 2024, Фільм 70 тисяч років тому. Перемога (як сценариста) у премії від Гільдії сценаристів України в номінації "Найкращий сценарій короткометражного фільму".
- 2023, Фільм Капітан Бровари став найпопулярнішим по кількості переглядів серед глядачів онлайн платформи «Такфлікс» в категорії короткометражний фільм за підсумками року. А також вже за підсумками 2024 року увійшов до найкращих фільмів онлайн кінотеатра Такфлікс.
- 2023, Спеціальна згадка журі національної конкурсної програми кінофестивалю Бруківка «За мистецьке декодування супергероїзму в сучасній Україні» - фільм Капітан Бровари.
- 2011, Лауреат премії Червона Рута, в номінації кращий рок-гурт, як вокаліст і фронтмен рок-гурту Jump to sky про що є відмітки на сторінці фестивалю у вікіпедії.